# 歌の森運動公園
歌の森運動公園（うたのもりうんどうこうえん）は、富山県射水市（旧射水郡小杉町）にある都市公園（運動公園）である。

## 概要
野球場、テニスコート、ジョギング・ウオーキングコース、グランド、子供用アスレチック『すごろく広場』などを備えた公園である。
公園内にはスターバックスコーヒーの店舗（射水歌の森運動公園店）がある。
利用時間は、早朝から17時まで。年末年始（12月28日 - 1月3日）は休園。

### 野球場
※出典：
- 両翼95 m、中堅122 m
- 外野芝張り
- 照明設備なし
- 観客席あり（2,826人収容）
- スコアボードあり

## 歴史
- 1986年1月17日 - 都市計画決定[1]。
- 1996年10月 - 野球場が竣工[5]。
- 1999年10月9日 - 小杉町（当時）が進めていた活き活き子供の国づくり事業の一環として、小杉町内の小学校児童が、公園南側約1500 m2の『こどもの森』にて、ハナミズキ、ソメイヨシノなど111本の苗木を植樹[6]。
- 2002年4月1日 - すごろく広場がオープン[7]。
- 2020年9月15日 - 公園内に『スターバックスコーヒー水歌の森運動公園店』がオープン[4]。